# Sing Along to Songs You Don't Know
Sing Along to Songs You Don't Know es el quinto álbum de estudio del grupo musical islandés múm, lanzado por Morr Music el 17 de agosto de 2009.
El álbum se puso a disposición para su descarga el 17 de agosto de 2009, a través del sitio web Gogoyoko  y el 10 por ciento de los ingresos se donó a la organización no gubernamental Refunite. El lanzamiento europeo completo siguió el 24 de agosto y el norteamericano el 22 de septiembre. Como lo indica el título del álbum (Canta canciones que no conoces), algunas de las canciones modifican parcialmente melodías y letras de canciones populares. Así, "If I Were a Fish" incluye referencias a la canción de Tim Hardin "If I Were a Carpenter" y "Sing Along" incluye una melodía de "The World Laughs On", del músico danés Otto Brandenburg, popularizada en una versión islandesa de 1960 titulada "Ég er kominn heim", interpretada por Óðinn Valdimarsson.

## Lista de canciones
| N.º | Título                                                    | Duración |  |
| 1.  | «If I were a Fish»                                        | 4:16     |  |
| 2.  | «Sing Along»                                              | 5:39     |  |
| 3.  | «Prophecies and Reversed Memories»                        | 4:06     |  |
| 4.  | «A River Don't Stop to Breathe»                           | 4:45     |  |
| 5.  | «The Smell of Today Is Sweet Like Breastmilk in the Wind» | 4:47     |  |
| 6.  | «Show Me»                                                 | 3:45     |  |
| 7.  | «Húllabbalabbalúú»                                        | 3:27     |  |
| 8.  | «Blow Your Nose»                                          | 4:07     |  |
| 9.  | «Kay-Ray-Kú-Kú-Kó-Kex»                                    | 3:57     |  |
| 10. | «The Last Shapes of Never»                                | 2:27     |  |
| 11. | «Illuminated»                                             | 4:09     |  |
| 12. | «Ladies of the New Century»                               | 3:45     |  |